# کلید دگرساز راست

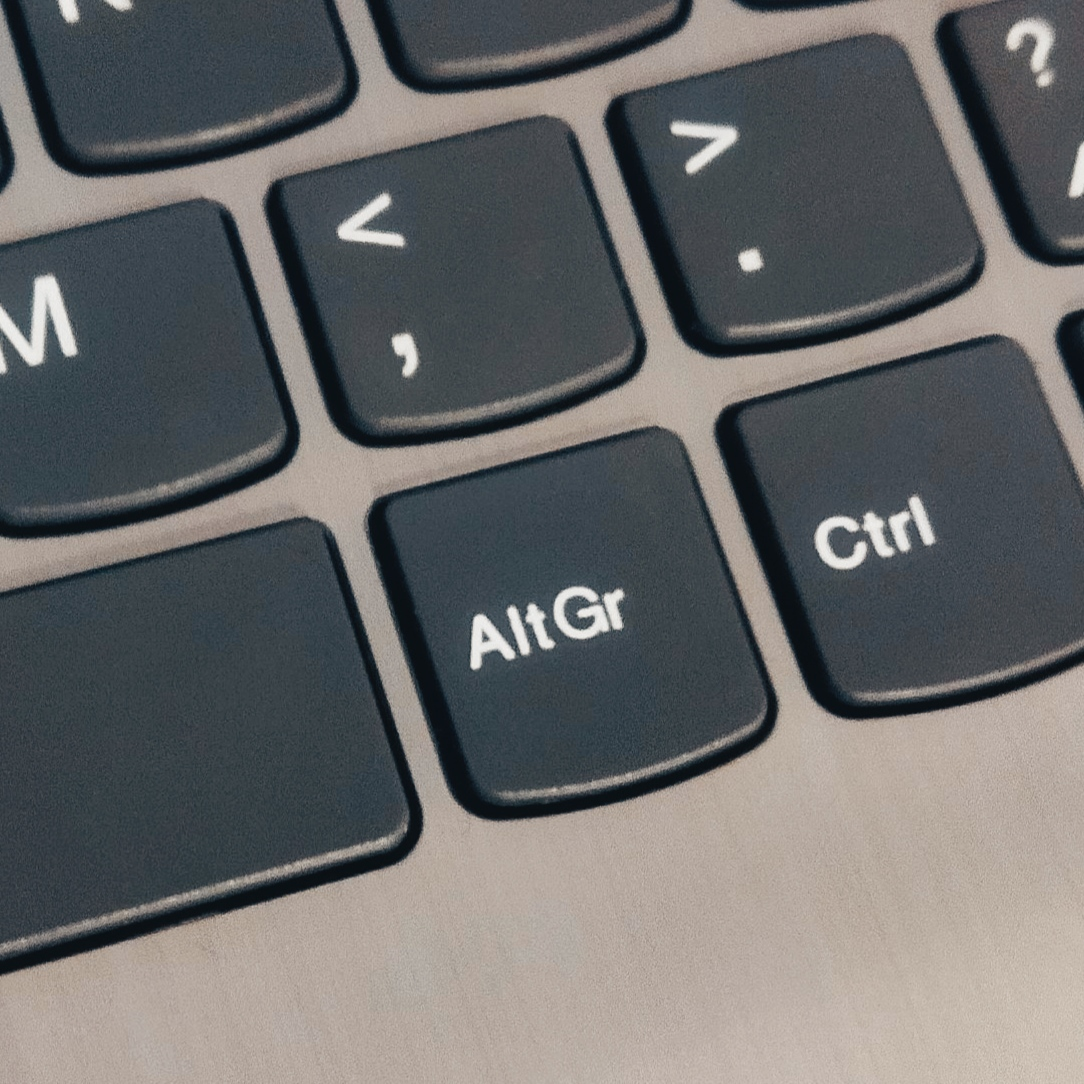
کلید AltGr اولین کلید در سمت راست کلید فاصله است.

دگرساز راست یا AltGr (یا Alt Graph, Alt Graphic, Alt Graphics, Alt Grill, Alt Car, Alt Char, or Right Alt) یک دکمهٔ تبدیل‌کننده در بعضی از صفحه‌کلیدها است و در ابتدا فقط برای نوشتن نویسه‌های غیرمتداول در پوستهٔ صفحه‌کلید (جانمایی صفحه‌کلید) از جمله یکاهای پول یا نمادهای تلفظ بود. در صفحه‌کلیدهای متداول سیستم‌عامل‌های سازگار با آی‌بی‌ام در سمت راست کلید آلت چنین عملی را انجام می‌دهد و در مک‌اواس (اواس ده)، دکمهٔ Option key عمل مشابه این دکمه را انجام می‌دهد.
از دگرساز راست مشابه با کلید شیفت استفاده می‌شود: این دکمه پایین نگه داشته می‌شود همزمان با سایر دکمه‌های دیگر تا شکل‌های دیگر آن‌ها تایپ شود؛ برای مثال، در صفحه‌کلید آمریکایی برای  C می‌توان اشکال زیر را تولید کرد:
- C → c (حالت عادی— سطح اول)
- کلید شیفت+C → C (حالت بزرگ— سطح دوم)
- AltGr+C → © (علامت حق تکثیر— سطح سوم)
- AltGr+کلید شیفت+C → ¢ (سنت — سطح چهارم)

## صفحه‌کلید فارسی
دکمهٔ آلت سمت راست برای استاندارد ملی شمارهٔ ۹۱۴۷ ایران این است: